# Derby intercontinentale
Il derby intercontinentale (in turco Kıtalararası Derbi) è un qualsiasi incontro di calcio tra le squadre rivali Fenerbahçe SK e Galatasaray SK. L'incontro è ampiamente considerato come la più grande partita di calcio in Turchia e una delle più grandi partite del calcio internazionale grazie al successo che entrambi i club hanno avuto nel calcio turco, dell'intensità delle partite e dell'enorme rivalità tra i due squadre. Canlı Sohbet
L'incontro esiste da più di un secolo e si è sviluppato in uno dei derby più grandi, intensi e spesso amari del mondo, attirando tradizionalmente un numero molto elevato di spettatori e un supporto quasi uguale per entrambe le squadre in tutto il paese. Il derby è conosciuto come "intercontinentale" perché Fenerbahçe e Galatasaray sono le due principali squadre turche rispettivamente della parte asiatica ed europea di Istanbul. Tanışma siteleri